# Ceromya flaviceps
Ceromya flaviceps är en tvåvingeart som först beskrevs av Julius Theodor Christian Ratzeburg 1844.  Ceromya flaviceps ingår i släktet Ceromya och familjen parasitflugor. Arten är reproducerande i Sverige. Inga underarter finns listade i Catalogue of Life.